# Königin der Apostel

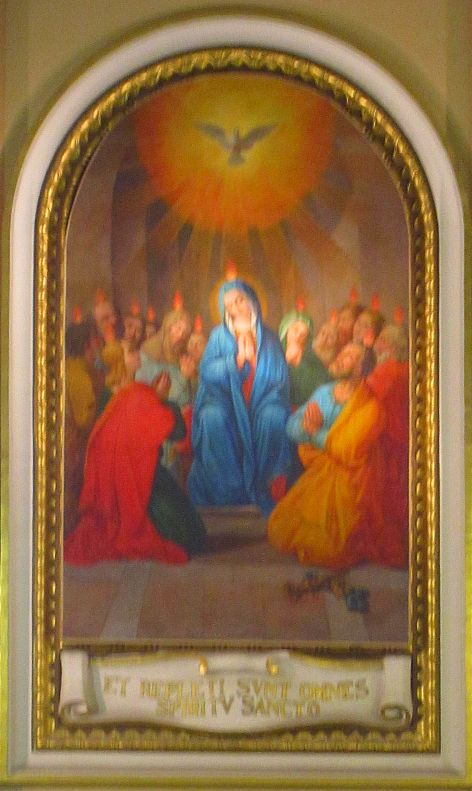
Maria, Königin der Apostel, Gemälde von Serafino Cesaretti, gestiftet von Vinzenz Pallotti, heute in der Chiesa di Santa Maria Regina Apostolorum in Rom

Königin der Apostel, lateinisch Regina Apostolorum, ist einer der Ehrentitel Marias, der Mutter Jesu, in der katholischen Liturgie und Frömmigkeit. Er gehört zu den Anrufungen der Maria Königin der Lauretanischen Litanei.
Maria unter diesem Titel anzurufen bedeutet, sie um „apostolischen Eifer“, d. h. um Einsatzbereitschaft für die Weitergabe des Glaubens, zu bitten.
Maria, Königin der Apostel, ist Schutzpatronin der von Vinzenz Pallotti gegründeten Vereinigung des Katholischen Apostolates. Der Ehrentitel „Königin der Apostel“ war die von Papst Pius IX. bevorzugte Anrufung Mariens.
Unter dem Titel Königin der Apostel ließ Vinzenz Pallotti von Serafino Cesaretti ein Pfingstbild malen, das Maria mit zwei anderen Frauen und den Aposteln zeigt, als sie alle den Heiligen Geist empfangen. Er bringt damit zum Ausdruck, dass alle Gläubigen – Laien und Priester – gleichermaßen geist-begabt und gesendet sind, den Glauben an Jesus Christus zu bezeugen. Das Original des Bildes findet sich in der Kirche Regina degli Apostoli in Rom, Via Giuseppe Ferrari 1.
Festtag ist stets der Samstag nach Christi Himmelfahrt, der sich jedoch in den Ländern automatisch um eine Woche verschiebt, in denen Christi Himmelfahrt mangels gesetzlichen Feiertags am folgenden Sonntag gefeiert wird.
Festtag im außerordentlichen Ritus ist der 5. September.
Hauptkirche des Kults ist die Basilika Santa Maria Regina degli Apostoli alla Montagnola in Rom, sowie die römische Titelkirche Santa Maria Regina Apostolorum.
Seit 1923 trägt die Ordensgemeinschaft Societas Reginae Apostolorum diesen Marientitel als Namen und Programm.
Das Päpstliche Athenaeum Regina Apostolorum als päpstliche Universität wurde 1993 gegründet.